# Annie Murphy
Anne Frances Murphy (Ottawa, 19 de dezembro de 1986) é uma atriz canadense, mais conhecida por seu papel de protagonista como Alexis Rose na sitcom da CBC Schitt's Creek (2015–2020). Por sua atuação na série, ela foi aclamada pela crítica e ganhou o Primetime Emmy Award, ao mesmo tempo que recebeu indicações para quatro Canadian Screen Awards, um Critics 'Choice Television Award e um Screen Actors Guild Award .

## Biografia
Murphy nasceu filha única em Ottawa, Ontário, em 19 de dezembro de 1986. Seus pais eram professores. Ela frequentou o ensino médio na Elmwood School em Ottawa, onde atuou em produções teatrais.  Murphy se matriculou na Queen's University por um ano antes de se formar em performance teatral na Concordia University. Ela então treinou no Conservatório de Atores do Canadian Film Centre. Ela se mudou para Los Angeles aos 22 anos para seguir a carreira de atriz.

## Carreira

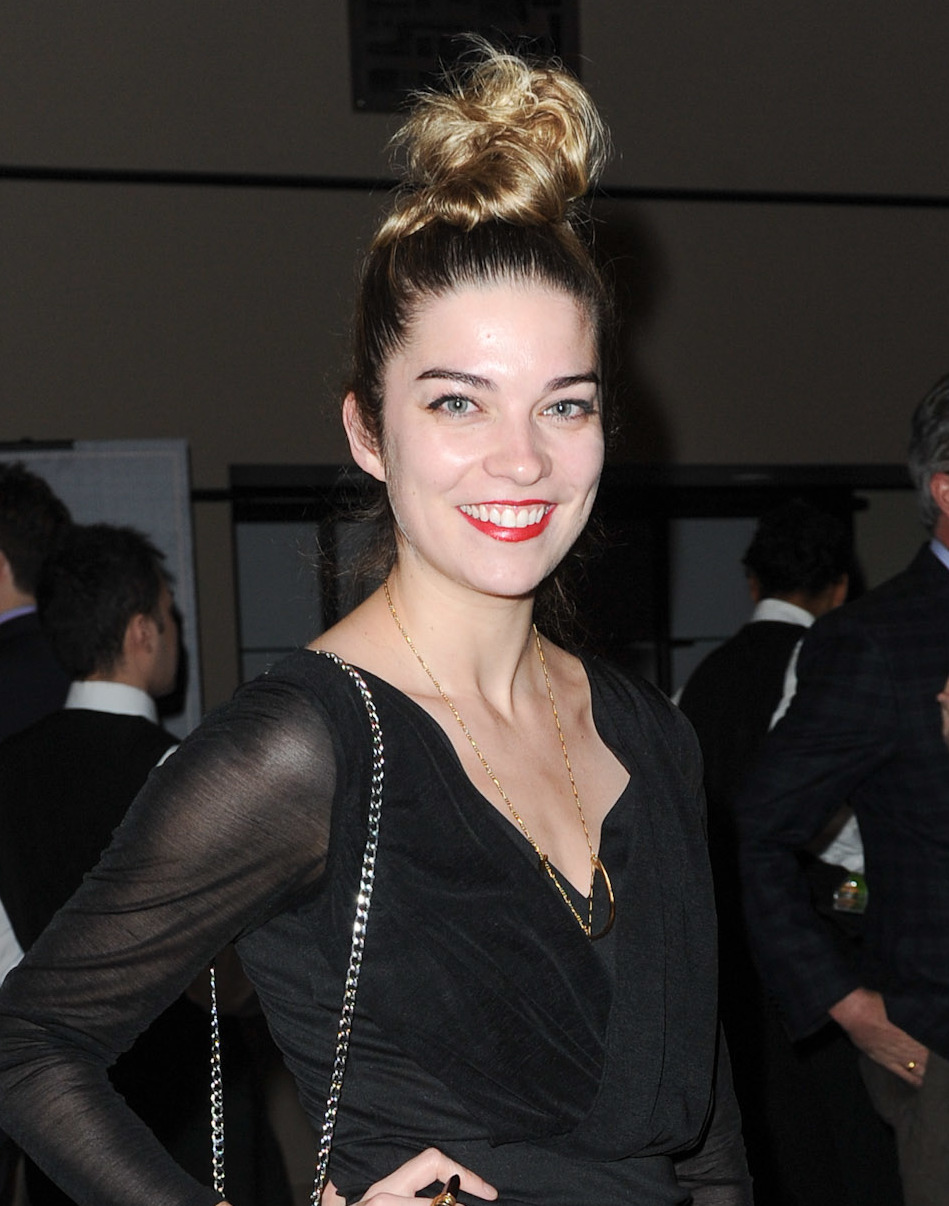
Murphy em fevereiro de 2015

Murphy fez sua estreia como atriz no filme de suspense policial para a televisão Lethal Obsession (2007). Ela continuou a desempenhar papéis pequenos e fulgurantes em vários outros filmes canadenses, como Story of Jen (2008), Lick (2010), e A Windigo Tale (2010). Ela também apareceu em várias séries de televisão canadenses, incluindo Good God (2012) e Rookie Blue (2012). Ela disse que, durante esse tempo, ela era uma "atriz esforçada" que "estava implorando para participar de comédias", mas seu currículo tinha apenas drama. Ela também apareceu em várias séries de televisão americanas, incluindo The Beautiful Life: TBL (2009), Blue Mountain State (2010), Against the Wall (2011) e Beauty & the Beast (2012).
Encontrando muitas dificuldades, Murphy estava pensando em deixar de atuar,  lembrando em 2020: "Minha casa tinha pegado fogo, eu tinha tipo, $3 na minha conta bancária, eu não trabalhava há quase dois anos. E eu tinha acabado de estourar meu primeiro teste de tela - como estourar, estourar, estourar... Eu me vi chorando no Oceano Pacífico, um grito muito arrogante, e o universo estava tipo, 'Não faça mais isso. Isso não é para você!' Mas então, dois dias depois, consegui a audição para Schitt's Creek." Em 2013, ela fez o teste e ganhou o papel de Alexis Rose no sitcom da CBC Schitt's Creek.  Ela interpretou a personagem por todas a seis temporadas da série, de janeiro de 2015 até abril de 2020.
Depois de seis anos em Montreal, Murphy se mudou para Toronto, onde co-criou e estrelou The Plateaus, uma série da web de 2015 sobre quatro músicos insuportáveis. Seu desempenho no programa lhe rendeu uma indicação no Canadian Screen Awards 2016 de Melhor Performance em um Programa ou Série Produzida para Mídia Digital. Na mesma cerimônia, Murphy foi indicada para Melhor Atriz em Série de Comédia por sua atuação em Schitt's Creek.  Ela recebeu a mesma indicação por este desempenho em 2018, 2019, e 2020. Além disso, este desempenho rendeu a Murphy indicações de Melhor Atriz Coadjuvante em Série de Comédia no Critics 'Choice Television Awards de 2019, Desempenho Extraordinário por um Conjunto em Série de Comédia no Screen Actors Guild Awards de 2019, e Melhor Atriz em um papel inovador no Gracie Awards 2019, o último dos quais ela ganhou. Em setembro de 2020, ela ganhou o Primetime Emmy Award de Melhor Atriz Coadjuvante em Série de Comédia por sua atuação na última temporada de Schitt's Creek.
Em fevereiro de 2020, ela foi escalada para o papel principal da série de humor ácido da AMC, Kevin Can F *** Himself. Devido à pandemia de coronavírus, a produção do programa foi adiada por vários meses, mas foi retomada em setembro de 2020.
Em 2020, Murphy apareceu em uma campanha publicitária de feriado para a Baía de Hudson ao lado de Catherine O'Hara, sua colega de elenco em Schitt's Creek. Ela também apareceu em uma série de anúncios para a empresa de kits de refeição HelloFresh, incluindo uma série da web no estilo novela intitulada Hungry Hearts.

## Vida pessoal
Murphy casou-se com o cantor e músico Menno Versteeg, vocalista das bandas Hollerado e Anyway Gang, em agosto de 2011. Em 2013, ocorreu um incêndio em sua casa, os dois ficaram ilesos, mas perderam a maior parte de seus pertences.
Murphy tem uma tatuagem da silhueta de James Stewart em seu pulso, citando sua atuação "comovente, doce e engraçada" em Harvey (1950) como uma de suas influências.

## Filmografia

### Cinema
| Ano  | Título                 | Papel                    | Notas          |
| ---- | ---------------------- | ------------------------ | -------------- |
| 2007 | Lethal Obsession       | Sarah                    | Telefime       |
| 2008 | História de Jen        | Ana                      |                |
| 2008 | Imagine isso           | Criança no Telefone      | Telefilme      |
| 2010 | Lamber                 | Jennifer                 |                |
| 2010 | A Windigo Tale         | Amigo na Galeria de Arte |                |
| 2012 | Overwatch              | Clare                    | Curta-Metragem |
| 2014 | Saturday Night Special | Charlotte                | Curta-Metragem |

### Televisão
| Ano           | Título                 | Papel             | Notas                                            |
| ------------- | ---------------------- | ----------------- | ------------------------------------------------ |
| 2007          | The abyssinia          | Advogado          | Episódio: "Lance-A-Lot"                          |
| 2009          | The Beautiful Life     | Sarah             | Episódio: "Pilot"                                |
| 2010          | Blue Mountain State    | Jill              | 2 episódios                                      |
| 2011          | Against the Wall       | Tanya             | Episódio: "Memórias que tememos"                 |
| 2012          | Beauty & the Beast     | Amy               | Episódio: "Saturno Retorna"                      |
| 2012          | Flashpoint             | Creche nº 2       | Episódio: "Keep the Peace (Parte 1)"             |
| 2012          | Good God               | Tara              | Episódio: "The Naked Truth"                      |
| 2012          | Rookie Blue            | Angela Kehoe      | Episódio: "Noite das Meninas"                    |
| 2015          | The Plateaus           | Morgan            | 10 episódios                                     |
| 2015–2020     | Schitt's Creek         | Alexis Rose       | Elenco principal; 80 episódios                   |
| 2021          | Crank Yankers          | Ela mesma (voz)   | 2 episódios                                      |
| 2021          | American Dad!          | (voz)             | Episódio: "Flush After Reading"                  |
| 2021–presente | Kevin Can F**k Himself | Allison McRoberts | Papel principal                                  |
| 2022          | Murderville            | Annie Murphy      | Temporada 1, episódio 4: "Assassinado pela sopa" |
| 2022          | Russian Doll           | TBA               | TBA                                              |

### Videoclipes
| Ano  | Título                     | Função   | Artista       |
| ---- | -------------------------- | -------- | ------------- |
| 2011 | "Good Day at the Races"    | Mulher   | Hollerado     |
| 2014 | "Desire 126"               | Mulher 1 | Hollerado     |
| 2018 | "I Really Like You"        | Tom      | Little Junior |
| 2020 | "The Shining But Tropical" | Mulher   | Wild Pink     |

## Discografia

### Singles
| Título                              | Ano  | Posições de pico | Álbum      |
| Título                              | Ano  | US Dance Dig.    | Álbum      |
| ----------------------------------- | ---- | ---------------- | ---------- |
| "Yng Luv" (as part of The Plateaus) | 2014 | --               | Não Single |
| "A Little Bit Alexis"               | 2019 | 21               | Não Single |

## Prêmios e indicações
| Ano  | Associação                 | Categoria                                                              | Trabalhos      | Resultado |
| ---- | -------------------------- | ---------------------------------------------------------------------- | -------------- | --------- |
| 2014 | Juno Awards                | Recording Package of the Year                                          | White Paint    | Indicada  |
| 2016 | Canadian Screen Awards     | Melhor desempenho em um programa ou série produzida para mídia digital | The Plateaus   | Indicada  |
| 2016 | Canadian Screen Awards     | Melhor Atriz em Série de Comédia                                       | Schitt's Creek | Indicada  |
| 2018 | Canadian Screen Awards     | Melhor Atriz em Série de Comédia                                       | Schitt's Creek | Indicada  |
| 2019 | Canadian Screen Awards     | Melhor Atriz em Série de Comédia                                       | Schitt's Creek | Indicada  |
| 2019 | Critics Choice Television  | Melhor Atriz Coadjuvante em Série de Comédia                           | Schitt's Creek | Indicada  |
| 2019 | Gracie Awards              | Best Actress in a Breakthrough Role                                    | Schitt's Creek | Venceu    |
| 2019 | Screen Actors Guild Awards | Melhor Elenco de Série de Comédia                                      | Schitt's Creek | Indicada  |
| 2020 | Canadian Screen Awards     | Melhor Atriz em Série de Comédia                                       | Schitt's Creek | Indicada  |
| 2020 | Dorian Awards              | Performance Musical de Televisão do Ano (A Little Bit Alexis)          | Schitt's Creek | Indicada  |
| 2020 | Dorian Awards              | Melhor Atriz Coadjuvante em Série de Televisão                         | Schitt's Creek | Venceu    |
| 2020 | Primetime Emmy Awards      | Melhor Atriz Coadjuvante em Série de Comédia                           | Schitt's Creek | Venceu    |